# Betty (Baustelle)
Betty è un singolo del gruppo musicale italiano Baustelle, pubblicato il 9 giugno 2017; è il terzo singolo estratto dal loro settimo album in studio L'amore e la violenza.

## La canzone
Il testo, cantato perlopiù dal frontman e autore Francesco Bianconi, è un racconto, su una melodia nello stile dei Baustelle, della solitudine di una figura femminile simbolica del mondo giovanile moderno, una ragazza che vive attraverso i social network ("ride quanto la tocchi /  finge quando sorride, manda messaggi al mondo / quando le va di uscire / che bel profilo e quante belle fotografie") e ha problemi di dipendenze e nelle relazioni personali ("Betty è bravissima a giocare / Con l'amore e la violenza / Si fa prendere e lasciare / Che cos'è la vita senza / Una dose di qualcosa / Una dipendenza"). 
Così sul profilo Facebook ufficiale la band descrive la canzone:
Una parte del testo racconta di un sogno della protagonista in cui lei finisce per suicidarsi "un bellissimo mattino, senza più dolore", anche se non è chiaro se ciò avvenga anche nella realtà (come in La guerra è finita e Perché una ragazza d'oggi può uccidersi, entrambi da La malavita, altre canzoni del gruppo che trattano il tema) e non solo in una dimensione onirica ("Betty ha sognato di morire sulla circonvallazione"). Il testo, nell'inciso cantato da Rachele Bastreghi, cita anche un verso de La pioggia nel pineto di D'Annunzio ("piove sulle tamerici") in versione modificata e adattata all'atmosfera decadente urbana del pezzo ("Piove su immondizia e tamerici / Sui suoi cinquemila amici / Sui ragazzi e le città / Tanto poi ritorna il sole") e riferimenti alla cronaca (i suicidi dovuti al cyberbullismo e alla depressione) e alla politica ("Come la foglia al vento / trema l'Europa unita").
Il titolo Betty (diminutivo del nome della protagonista, Elisabetta, come detto nel testo) è forse, visti i riferimenti alla tossicodipendenza, un velato omaggio alla canzone Betty Tossica (1998) dei Prozac+, incentrata su una ragazza eroinomane.

## Video musicale
Il videoclip della canzone è stato pubblicato su YouTube il 13 luglio 2017, è stato diretto da Fabio Capalbo e Francesco Bianconi. La protagonista del video è interpretata da Valentina Violo e ed è girato a Milano. Nel video, che ricalca la storia della canzone e segue la giornata della protagonista, compaiono come comparse i tre componenti della band: Bianconi è un passante che chiede a Betty se ha da accendere una sigaretta per strada, Claudio Brasini un personaggio televisivo che compare sullo smartphone della ragazza, Rachele Bastreghi una cliente di un bar che pare interessarsi per un attimo delle condizioni di Betty, dopo che lei ha assunto delle pasticche (presumibilmente stupefacenti) nel bagno del locale e sta consumando alcolici al bancone. Alla fine la protagonista viene lasciata comunque sola, e il video ha una struttura circolare, iniziando con un primissimo piano del corpo senza vita della protagonista (non viene specificato se si tratta di un sogno), seguito dal suo risveglio, l'unico momento in cui sorride, e terminando nell'istante in cui sta presumibilmente lanciandosi da un ponte sopraelevato per suicidarsi. Inoltre compare due volte la copertina dello stesso disco dei Baustelle, L'amore e la violenza, quando Betty ne ascolta il vinile e come poster nel suo appartamento. 

## Tracce
1. Betty – 3:44